# Myosotis lyallii
Myosotis lyallii är en strävbladig växtart som beskrevs av Joseph Dalton Hooker. Myosotis lyallii ingår i släktet förgätmigejer, och familjen strävbladiga växter. Utöver nominatformen finns också underarten M. l. townsonii.